# Allium lamondiae
Allium lamondiae Wendelbo – gatunek byliny należący do rodziny czosnkowatych (Allioideae Herbert). Występuje naturalnie w południowo-wschodniej części Iranu i Pakistanie. Według niektórych źródeł jest obecny także w Afganistanie. Kwitnie w kwietniu i maju.

## Morfologia
CebulaMają jajowaty kształt. Osiągają 2–3 cm długości. Warstwa zewnętrzna jest włóknista i ciemnobrązowa, natomiast warstwy wewnętrzne są błoniaste z żyłkami.
ŁodygaNagi głąbik dorastający do 15–25 cm wysokości.
LiściePosiada 2–3 wąskocylindryczne liście o szerokości 0,5–1,5 mm.
KwiatyGęsto skupione, zebrane w półkuliste kwiatostany. Osadzone są na szypułkach o długości do 12 cm. Działki kielicha mają eliptyczny kształt i długość 5–6 mm, są białe z czerwonobrązowymi żyłkami.
OwoceTorebki.